# Fryšava pod Žákovou horou
Fryšava pod Žákovou horou (en allemand : Frischau) est une commune du district de Žďár nad Sázavou, dans la région de Vysočina, en Tchéquie. Sa population s'élevait à 333 habitants en 2020.

## Géographie
Fryšava pod Žákovou horou se trouve à 9,5 km au nord-nord-est de Nové Město na Moravě, à 10,5 km au nord-est de Žďár nad Sázavou, à 42 km au nord-est de Jihlava et à 170 km à l'est-sud-est de Prague.
La commune est limitée par Herálec au nord, par Sněžné et Kadov à l'est, par Nové Město na Moravě au sud-est, par Vlachovice au sud, par Tři Studně au sud et à l'est, et par Cikháj à l'ouest.

## Histoire
La première mention écrite de la localité date de 1560.

## Transports
Par la route, Fryšava pod Žákovou horou se trouve à 9,5 km de Nové Město na Moravě, à 12,5 km de Žďár nad Sázavou, à 49,5 km de Jihlava et à 171 km de Prague.